# Adamire ou la Statue de l'honneur
Adamire ou la Statue de l'honneur est la traduction par Thomas-Simon Gueullette de la pièce de théâtre italienne l'Adamira overo la Statua dell'Honore de Giacinto Andrea Cicognini représentée pour la première fois en France le 12 décembre 1717 à Paris, à l'Hôtel de Bourgogne.
C’est une tragi-comédie en 5 actes et en prose.